# Aergol Lawhir
Aergol Lawhir (in celtico: Lunghe Braccia; ... – VI secolo) è stato un sovrano gallese del Dyfed.

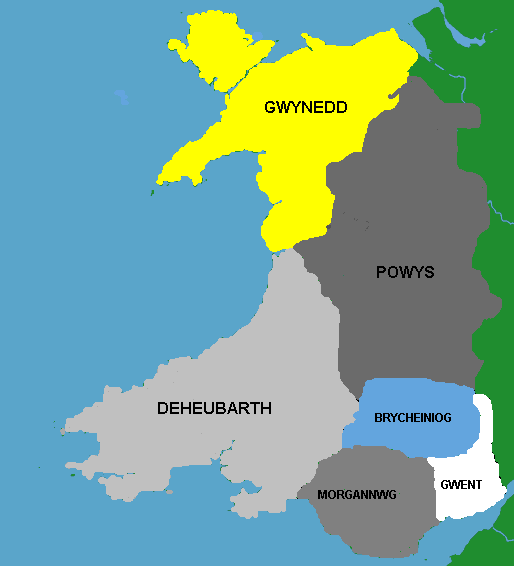
Regni medioevali del Galles

Figlio ed erede di Triffyn Farfog, Aergol Lawhir portò la corte a Lis Castell (Lydstep), vicino a Din Bych (Tenby). Potrebbe aver avuto una seconda residenza al castello di Argoel, nel Dyfed.
È considerato un grande benefattore della Chiesa e di certo fu patrono dei grandi vescovi di Glywysing, san Teilo e Oudoceus. Budic II, re di Bretagna, trovò rifugio presso la corte di Aergol, quando fu espulso dal suo regno.
Ad un certo punto, Aergol entrò in conflitto con Cynan Garwyn, re del Powys. I loro eserciti si scontrarono a Crug Dyfed, ma non si conosce quale fu l'esito dello scontro. Gildas ricorda  Aergol come "buon re".